# Wielochowo
Wielochowo est un village polonais de la voïvodie de Varmie-Mazurie, dans le powiat de Lidzbark.